# Fazetový palác

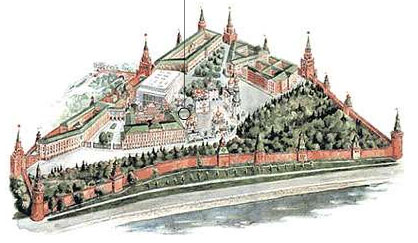
Poloha paláce v moskevském Kremlu

Fazetový palác (rusky Грановитая палата, Granovitaja palata) je jednou z nejvýznamnějších a nejstarších světských staveb v Moskvě. Nachází se na Chrámovém náměstí v moskevském Kremlu. Palác byl postaven v letech 1487–1491. Název má původ ve specifické úpravě hlavní, východní stěny budovy. Bosáž na fasádě je tvořena bílými kameny opracovanými do čtyř hran, čímž připomíná fazety na broušených kamenech.
Palác má čtvercový půdorys, přičemž většinu zabírá jediná slavnostní síň projektovaná jako trůnní sál. Díky své rozloze 495 m² to byl po dvě století největší ruský sál. Hlavní vchod do paláce je na východní straně, naproti němu, na západní straně za trůnním sálem se nacházejí tzv. "Svaté síně". Přes ně je budova stavebně propojena s Velkým kremelským palácem a Teremným palácem. Na jižní straně Fazetového paláce se nachází slavnostní, tzv. "Červené schodiště" využívané především při korunovacích carů a jiných významných příležitostech.
Palác v současnosti není přístupný veřejnosti, využívá ho úřad prezidenta Ruské federace na reprezentační účely.

## Dějiny
Na příkaz cara Ivana III. byla v roce 1487 italským architektem Marcem Ruffem zahájena na místě bývalé jídelny výstavba velkolepé síně. Stavbu dokončil v roce 1491 další Ital, Pietro Antonio Solari.
Zpočátku se stavba nazývala Velká síň. Byla hlavním přijímacím sálem moskevských velkoknížat a carů a sloužila i jako slavnostní trůnní sál. Pořádaly se v ní zasedání Bojarské dumy a Zemského sněmu, okázalé hostiny i slavnosti na počest významných vítězství (např. při příležitosti dobytí Kazaně v r. 1552, vítězství u Poltavy v r. 1709, uzavření Nystadského míru se Švédskem v roce 1721).
Hlavní místností stavby je velkolepá síň tvořena čtyřmi křížovými klenbami, které podpírá jediný sloup stojící uprostřed. V 16. století byly interiérové stěny a klenby paláce vyzdobeny freskami a výmalbou. V roce 1668 požárem poškozené malby obnovil ruský malíř Simon Ušakov, který rovněž na příkaz cara Alexeje I. v roce 1672 podrobně popsal všechny motivy a dešifroval všechny nápisy. Tento krok se ukázal jako velmi prozíravý, protože díky němu bylo možné i v roce 1881 obnovit podle těchto podrobných popisů celou výzdobu tehdejšími malíři, bratry Belousovy z osady Palech ve Vladimirské gubernii.
Za tímto sálem se nacházejí tzv. "Svaté síně" (rusky Святые сени), v nichž se vítali hosté před audiencí u cara. Také zde vítali představitelé církve čerstvě korunované cary a rovněž jim zde dávali nejsvětější muži požehnání před důležitými vystoupeními. Název prostorů se odvozuje od původní výzdoby stěn s motivy ze Svatého písma.
Nad Svatými síněmi přesně proti carskému trůnu byl vybudován tajný pokoj pro carovu manželku a děti. Přes tajnou mřížku zakrytou záclonou bylo možné sledovat v pohodlí a bezpečí dění v oficiálních prostorách.

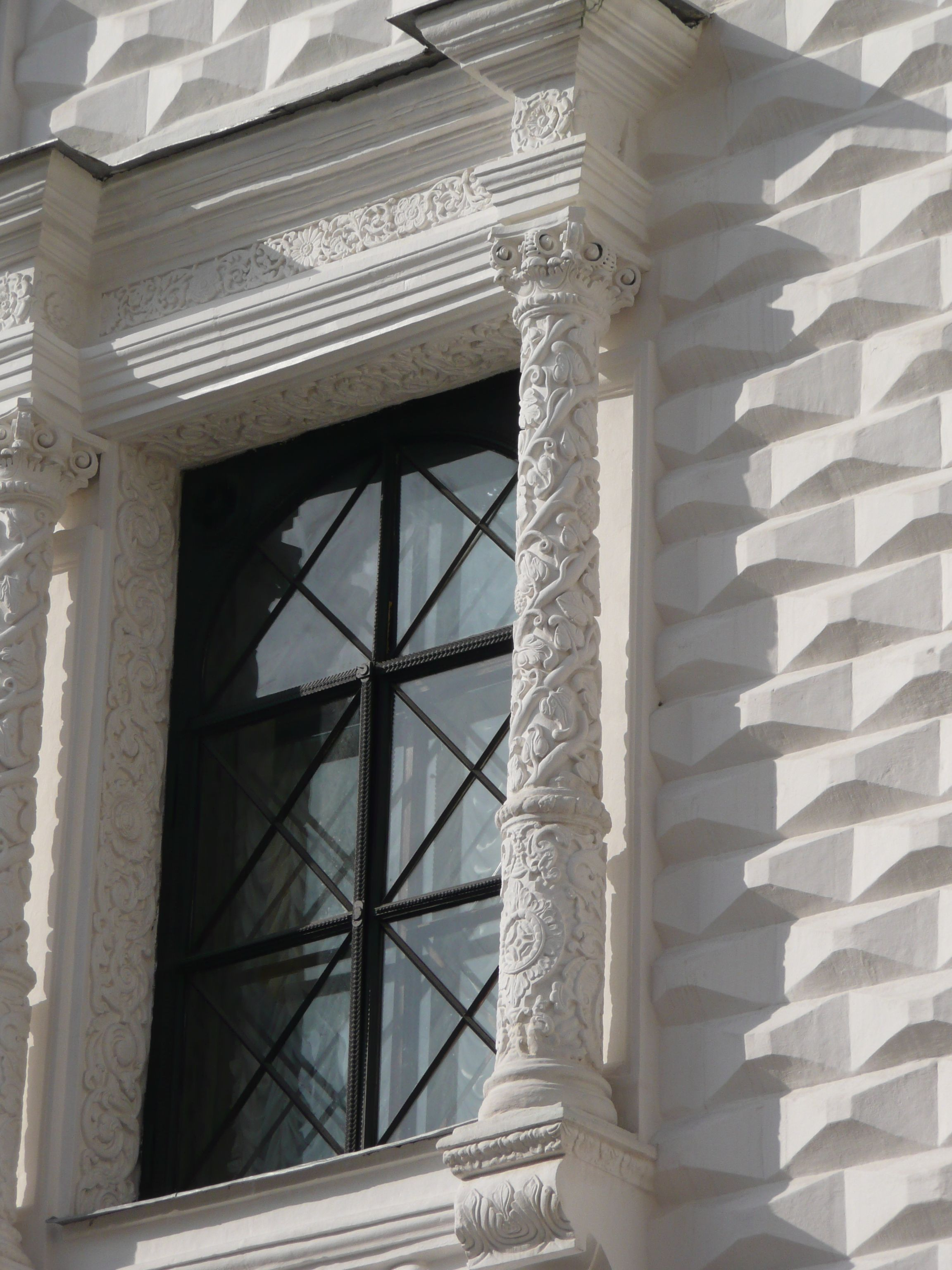
Fazetový palác - detail vnější výzdoby

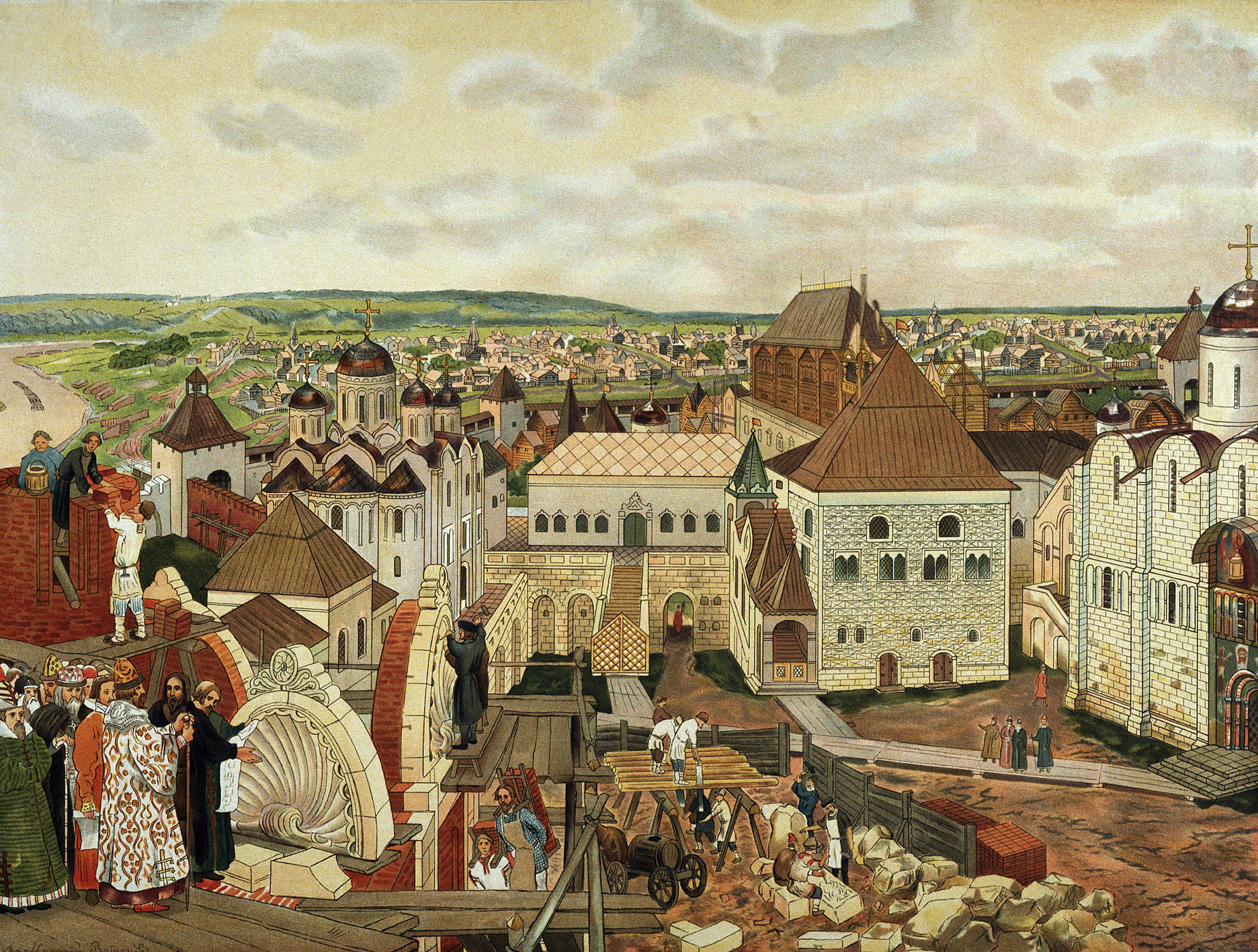
Původní podoba fazetový paláce s valbovou střechou na obraze A. Vasnecova

V roce 1684 byl Fazetový palác přestavěn architektem Osipem Starcevem. Původní úzká dvojitá gotická okna byla rozšířena a zkrášlena vznešeným barokním orámováním a sloupky z bílého kamene.
Další velkou změnou ve vzhledu stavby je přestavba střechy fazetového paláce v 19. století. Podle dochovaných záznamů a vyobrazení měl palác původně vysokou čtyřbokou valbovou střechu s pozlacenou krytinou. Představu o podobě budovy lze získat například z akvarelu Apollinarije Vasnecova "V moskevském Kremlu". Od 19. století byla střecha změněna na nízkou trojbokou tak, jak ji známe dodnes.
Při výstavbě Velkého kremelského paláce v letech 1838–1849 byl Fazetový palác stavebně integrován do komplexu tvořeného Teremným palácem a Velkým kremelským palácem. Přes tzv. "Svatou síň" se palác propojil s "Vladimirským sálem" Velkého kremelského paláce. Naposled byl Fazetový palác využit na svůj původní účel 14. května 1896, kdy se v něm uskutečnilo velké carské přijetí u příležitosti korunovace císaře Mikuláše II.
Na jižní straně Fazetového paláce se nachází slavnostní schodiště označované od dob cara Fiodora I. jako "Zlaté", později "Velké" nebo "Červené schodiště". Po tomto schodišti pokrytém červeným kobercem kráčeli ruští carové a imperátoři při korunovaci do Uspenského chrámu. Naposled se tak stalo při korunovaci Mikuláše II. v roce 1896. Schodiště bylo původně postaveno z bílého kamene a sestávalo z 32 schodů, přičemž každý schod byl pokryt železnými dlaždicemi. Na schodišti byly vytvořeny tři oddechové podesty. Na každé z takto vzniklých plošin stála kamenná pozlacená socha lva. Na levé straně schodiště bylo umístěno zábradlí. Schodiště bylo zakryto měděnou střechou ve tvaru stanů, na jejichž vrcholech seděli orli. Během požáru v roce 1696 však střecha schodiště shořela a už nikdy nebyla obnovena. Nahoře schodiště končilo u vchodu do Svatých síní, dole se na schodiště z náměstí vstupuje přes tzv. "Červenou verandu" (rusky Красное крыльцо). Vstup přes Červenou verandu byl uzavřen pozlacenou železnou mříží a ta se otevírala pouze při slavnostních příležitostech. Běžně se toto schodiště nevyužívalo. V roce 1930 bylo schodiště na příkaz samotného Stalina zbouráno, bylo obnoveno až v roce 1994.

## Současnost
V současnosti patří Fazetový palác mezi reprezentační prostory rezidence prezidenta Ruské federace a pro veřejnost je uzavřen. Tyto unikátní prostory jsou vyhrazeny pro slavnostní obědy prezidenta Ruské federace s oficiálními hosty - prezidenty jiných zemí.
V podkroví Fazetového paláce je několik místností, které patří k rezidenci nejvyššího představitele ruské pravoslavné církve, patriarchy Moskevského a celé Rusi. V těchto prostorech se patriarcha zdržuje během příprav na bohoslužbu v některém z chrámů Moskevského Kremlu.